# Tigranes V d'Armènia
Tigranes V (en armeni Տիգրան, en grec antic Τιγράνης) va ser rei d'Armènia des de l'any 6 fins al 10 o l'11. Un nebot seu serà rei 40 anys després, durant el regnat de l'emperador Neró, i com a vassall de Roma, amb el nom de Tigranes VI d'Armènia.
Segons unes fonts era de la dinastia armènia dels artaxíades i segons altres era fill del rei Artavasdes VI que va morir assassinat. Les darreres investigacions semblen concloure que era fill d'Alexandre i de la seva esposa Mariamne I i net d'Herodes el Gran. Alexandre va ser un dels fills executats per Herodes el Gran. Va deixar una vídua, Glafira, filla del rei de Capadòcia Arquelau i d'una princesa armènia no coneguda, la mare de Tigranes V. Herodes va obligar a Glafira a tornar a Capadòcia, i es va quedar a Tigranes i al seu germà a la cort de Jerusalem, per poder controlar-los. Després de la mort d'Herodes, Tigranes i el seu germà van anar a Capadòcia a viure amb la seva mare. Arquelau va enviar Tigranes a viure i a educar-se a Roma.
Va rebre les insígnies reials d'Armènia de les mans de Roma després de la mort d'Artavasdes VI, que era un rei impopular i va ser assassinat pels seus súbdits. August va creure que seguiria una política pro romana. Arquelau i Tiberi el van acompanyar a Armènia on el van instal·lar al tron. Va situar la capital a Artàxata.
No va acontentar ni als romans ni a l'Imperi Part, i finalment els nobles armenis van cridar un altre cop a la reina Erato (potser l'any 11) que segurament ja estava treballant per tornar al regne des de la mort d'Artavasdes VI i la van posar de corregent amb Tigranes. L'any 12 Tigranes i Erato van ser enderrocats. August va mantenir Armènia com un regne client i va situar al tron a Vonones I de Pàrtia.
Tigranes seria probablement el personatge d'aquest nom que va ser executat l'any 36 per participar en la conspiració de Gai Galba contra Tiberi, i del que Tàcit diu que "en altre temps va ser sobirà d'Armènia".